# آراء بيرتراند راسل الفلسفية

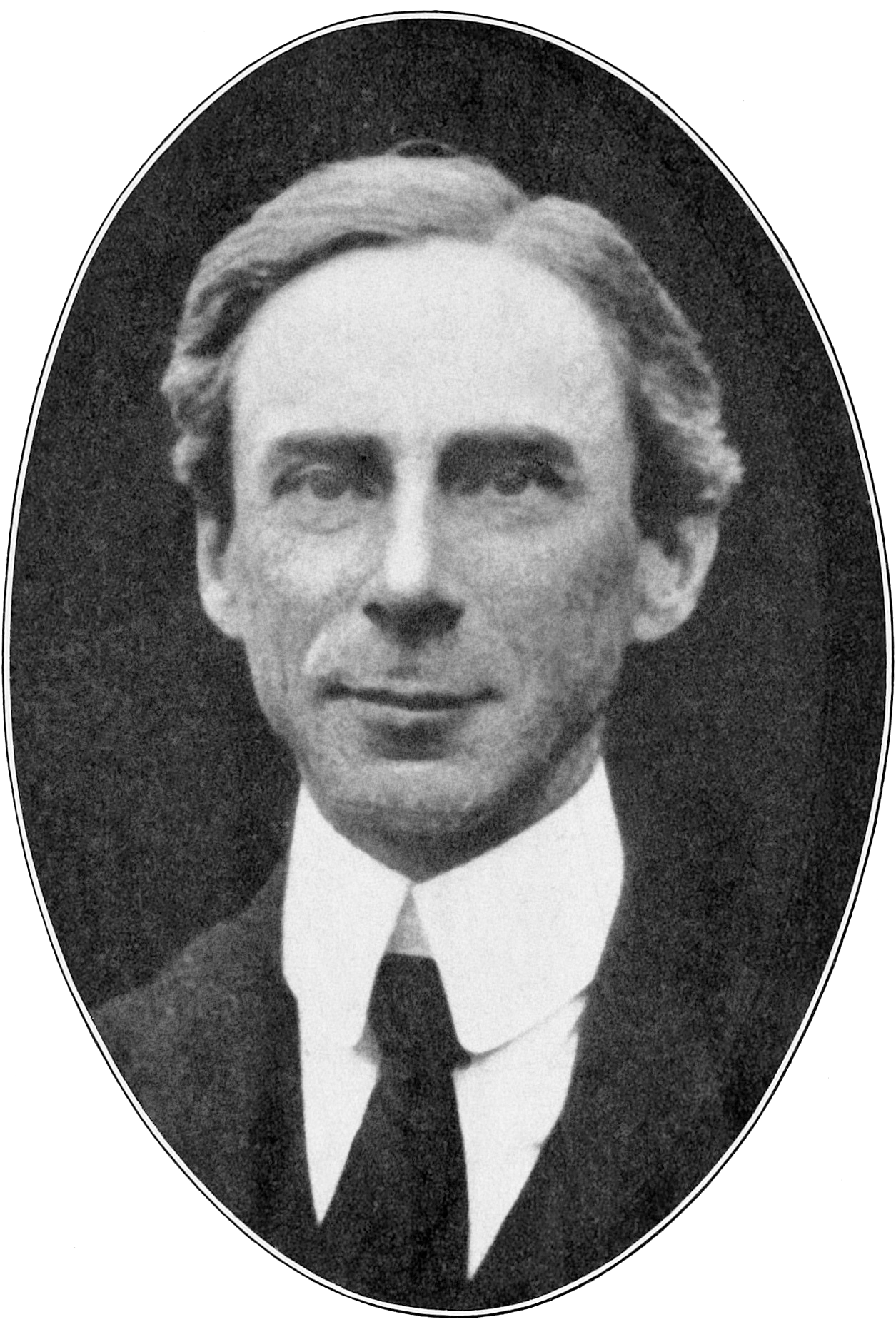

تغطي آراء بيرتراند راسل (بالإنجليزية: Bertrand Russell)‏ الفلسفية وجهات نظر الفيلسوف وعالم الرياضيات بيرتراند راسل (1872-1970)، منذ كتاباته الباكرة في عام 1896 حتى وفاته في فبراير 1970.

## الأعمال الفلسفية
يُعد راسل عمومًا أحد مؤسسي الفلسفة التحليلية، غير أنه وضع أيضًا مكتبة من الأعمال التي تغطي مجالات المنطق وفلسفة الرياضيات والميتافيزيقيا والأخلاقيات ونظرية المعرفة.

### الفلسفة التحليلية
ساهم بيرتراند راسل في تطوير ما يعرف الآن باسم «الفلسفة التحليلية». جنبًا إلى جنب مع جورج إدوارد مور، يُعزى إلى راسل جزء من المسؤولية عن ثورة البريطانيين ضد المثالية، وهي مدرسة فلسفية تأثرت بشدة بجورج فيلهلم فريدريش هيغل وتلميذه البريطاني ف. إتش. برادلي. وقد ظهرت أصداء هذه الثورة بعد 30 عامًا في فيينا بين أتباع الوضعانية المنطقية حين «ثاروا ضد الميتافيزيقيا». وتركز نقد راسل على وجه الخصوص تجاه مبدأ نسبه إلى المثالية والتجانسية (بالإنجليزية: Coherentism)، وأطلق عليه اسم «مبدأ العلاقات الداخلية»، وكان هذا المبدأ –وفقًا لراسل- يقول إننا من أجل معرفة شيء محدد ما، لا بد أن نعرف جميع علاقاته. وجادل راسل أن ذلك سيجعل من المكان والزمان والعلوم ومفهوم الأرقام مفاهيم لا يمكن إدراكها تمامًا. وكانت أعمال راسل في المنطق مع وايتهيد امتدادًا لهذا المشروع.
أخلص راسل ومور للوضوح في الجدالات عن طريق تفكيك المواقف الفلسفية إلى عناصرها الأبسط، وكان راسل على وجه التحديد يرى في المنطق والعلوم المنهجيين أدوات رئيسة للفيلسوف. لم يعتقد راسل أنه ينبغي وجود مناهج منفصلة للفلسفة، بل كان يرى أنه يجدر بالفلاسفة أن يكافحوا للإجابة على أكثر الافتراضات عموميةً حول العالم وأن هذا سيساعد على التخلص من عوامل الارتباك والتشويش، وأراد بشكل خاص أن ينهي ما كان يراه على أنه تجاوزات ميتافيزيقية. تبنى راسل مبدأ وليم الأوكامي ضد تعدد الكينونات غير الضرورية، نصل أوكام، واعتمده محورًا لمنهج التحليل.

### المنطق وفلسفة الرياضيات
كان لراسل تأثير عظيم على المنطق الرياضي الحديث، وقال الفيلسوف وعالم المنطق الأمريكي ويلارد كواين إن أعمال راسل تشكل أعظم تأثير انعكس على أعماله هو.
نُشر أول كتاب رياضي لراسل، مبحث في أسس الهندسة الرياضية (بالإنجليزية: An Essay on the Foundations of Geometry)، في عام 1897، وكان التأثر الكبير بإيمانويل كانط واضحًا في هذا العمل. تلقى هذا الكتاب الكثير من المديح، لكن ذلك كان –وفقًا للمؤلف- «أكثر بكثير مما يستحقه في الحقيقة». وأدرك راسل لاحقًا أن المفهوم الذي شرحه يجعل مخطط ألبرت أينشتاين حول الزمكان مستحيلًا، ومنذ ذلك رفض المنهاج الكانطي برمته حسب ارتباطه بالرياضيات والهندسة الرياضية، ورفض ما كان قد وضعه بنفسه من أعمال مبكرة تتناول هذا الموضوع.
نظرًا إلى اهتمامه بتعريف العدد، درس راسل أعمال جورج بول وجورج كانتور وأغسطس دي مورغان. وتضم المواد المحفوظة في أرشيف بيرتراند راسل في جامعة ماكماستر ملاحظات حول قراءته لأعمال تشارلز ساندرز بيرس وإرنست شرودر في المنطق الجبري. وفي عام 1900، حضر أول مؤتمر عالمي للفلسفة في باريس، حيث اطلع على أعمال عالم الرياضيات الإيطالي جوزيبه بيانو، وبات ضليعًا برمزية بيانو الجديدة ومجموعة البديهيات والحسابيات خاصته. عرّف بيانو بشكل منطقي كل مصطلحات هذه البديهيات باستثناء الصفر والعدد والتالي، بالإضافة إلى أداة التعريف (the)، وتلك المصطلحات كانت أسس نظامه، وتعهد راسل بإيجاد تعاريف منطقية لكل منها. وبين عامي 1897 و1903، نشر عددًا من المقالات التي تطبق ملاحظات بيانو على منهاج جبر العلاقات الكلاسيكي لبول وشرودر، وكان من بين هذه المقالات «في مفهوم الرتبة» (بالإنجليزية: On the Notion of Order)، و«في منطق العلاقات مع تطبيقات نظرية المتسلسلات» (بالفرنسية: Sur la logique des relations avec les applications à la théorie des series)، و«في الأعداد الأصلية» (بالإنجليزية: On Cardinal Numbers). وبات مقتنعًا بأنه من الممكن استنتاج أسس الرياضيات ضمن ما بات يعرف منذ ذلك الوقت باسم منطق الرتبة الأعلى الذي اعتقد أنه يضم ما يشبه بديهية تقوم على الإدراك الشامل غير المقيد.
اكتشف راسل بعد ذلك أن غوتلوب فريغه كان قد توصل بمفرده إلى تعاريف متكافئة للصفر والتالي والعدد، وعادةً ما يُشار الآن إلى تعريف العدد باسم تعريف فريغه راسل. انتبه راسل إلى أسبقية فريغه في عام 1903، حين نشر «مبادئ الرياضيات». غير أن ملحق هذا العمل يصف مفارقة ناتجة عن تطبيق فريغه لدالّات الرتبة الثانية والأعلى التي اتخذت دالات الرتبة الأولى بمثابة براهين لها، وقدم راسل جهده الأول في سبيل حل ما عُرف منذ ذلك الوقت باسم مفارقة راسل. قبل تأليفه لـ«مبادئ الرياضيات»، اطلع راسل على إثبات كانتور أنه ما من شيء يسمى العدد الأصلي الأكبر، واعتبر راسل ذلك مغلوطًا. أثبِت أن مفارقة كانتور (من قِبل كروسلي، على سبيل المثال) تشكّل حالة خاصة من مفارقة راسل. دفع ذلك الأمر راسل إلى أن يحلل المجموعات، إذ كان من المعروف أنه بوجود أي عدد من العناصر، يكون عدد الفئات التي يمكن تصنيفها ضمنها أكبر من عدد العناصر نفسها. وأدى هذا بدوره إلى اكتشاف فئة مثيرة للاهتمام، وهي بالتحديد فئة جميع الفئات. وتضم نوعين من الفئات: الفئات التي تحتوي نفسها، والفئات التي لا تفعل ذلك. وقد أفضى التفكير في هذه الفئة براسل إلى العثور على خلل قاتل في ما يدعى مبدأ الإدراك، الذي كان يُعامل على أنه أمر مسلّم به من قِبل علماء المنطق آنذاك. أثبت راسل أن هنالك تناقض ينتج عن هذا المبدأ، فوفقًا له تكون ع عنصرًا من ع، إذا وفقط إذا، لم تكن ع عنصرًا من ع. وقد عُرف هذا باسم مفارقة راسل، وأوجز حلها في محلق ضمن كتاب «مبادئ الرياضيات»، ثم طوره في ما بعد إلى نظرية كاملة، هي نظرية الأنماط. عدا عن كشفه عن تضارب كبير في نظرية المجموعات المبسطة، فقد قاد عمل راسل بشكل مباشر إلى وضع نظرية المجموعات البديهية الحديثة، وأعاق أيضًا مشروع فريغه من اختزال علم الحساب بالمنطق. وقد وُجد لنظرية الأنماط وكثير من أعمال راسل اللاحقة تطبيقات عملية في علم الحاسوب وتكنولوجيا المعلومات.
استمر راسل في الدفاع عن المنطقانية، وهي الرأي القائل بإمكانية اختزال الرياضيات بقسم كبير منها إلى المنطق، وكتب بالتعاون مع أستاذه السابق، ألفريد نورث وايتهيد، عملًا ضخمًا حمل نفس العنوان «مبادئ الرياضيات» باللاتينية (Principia Mathematica)، وكان بمثابة منظومة بديهية يمكن أن تُبنى عليها الرياضيات بالكامل. نُشر الجزء الأول منه في عام 1910، ويُنسب إلى راسل بنسبة كبيرة منه، وقد أسس لخصوصية المنطق الرياضي أو الرمزي أكثر من أي عمل منفرد آخر. ونُشر جزآن آخران، غير أن خطتهم الأصلية بتخصيص جزء رابع للهندسة الرياضية لم تتحقق، ولم يُبدِ راسل نية لتحسين الأجزاء الأصلية رغم إشارته إلى تطورات ومشاكل جديدة في المقدمة التي كتبها للطبعة الثانية. وعقب إتمام هذا العمل المكون من ثلاثة أجزاء مليئة بالتفكير المنطقي التجريدي والمركب بشكل شديد الاستثنائية، كان الإرهاق قد نال من راسل، وشعر بأن قدراته الفكرية لم تتعافَ من الجهد بالكامل قط. وعلى الرغم من أن هذا العمل لم يقع ضحية للمفارقات في مقاربة فريغه، فقد أثبت كورت غودل في ما بعد أن من غير الممكن لـ«Principia Mathematica» أو أي منظومة متماسكة أخرى من علم الحساب الأولي المتكرر أن تؤكد –ضمن هذه المنظومة- إمكانية حسم كل افتراض تمكن صياغته ضمن هذه المنظومة أو إمكانية إثبات عدمه ضمن المنظومة (انظر: مبرهنات عدم الاكتمال لغودل).
كتب راسل آخر أعماله الهامة في الرياضيات والمنطق، مدخل إلى فلسفة الرياضيات (بالإنجليزية: Introduction to Mathematical Philosophy)، في أثناء وجوده في السجن بسبب نشاطاته المناهضة للحرب خلال الحرب العالمية الأولى، وكان عمومًا بمثابة شرح مطول وتحليل منطقي لأعماله السابقة ودلالتها الفلسفية.